# Nicolaas Russius

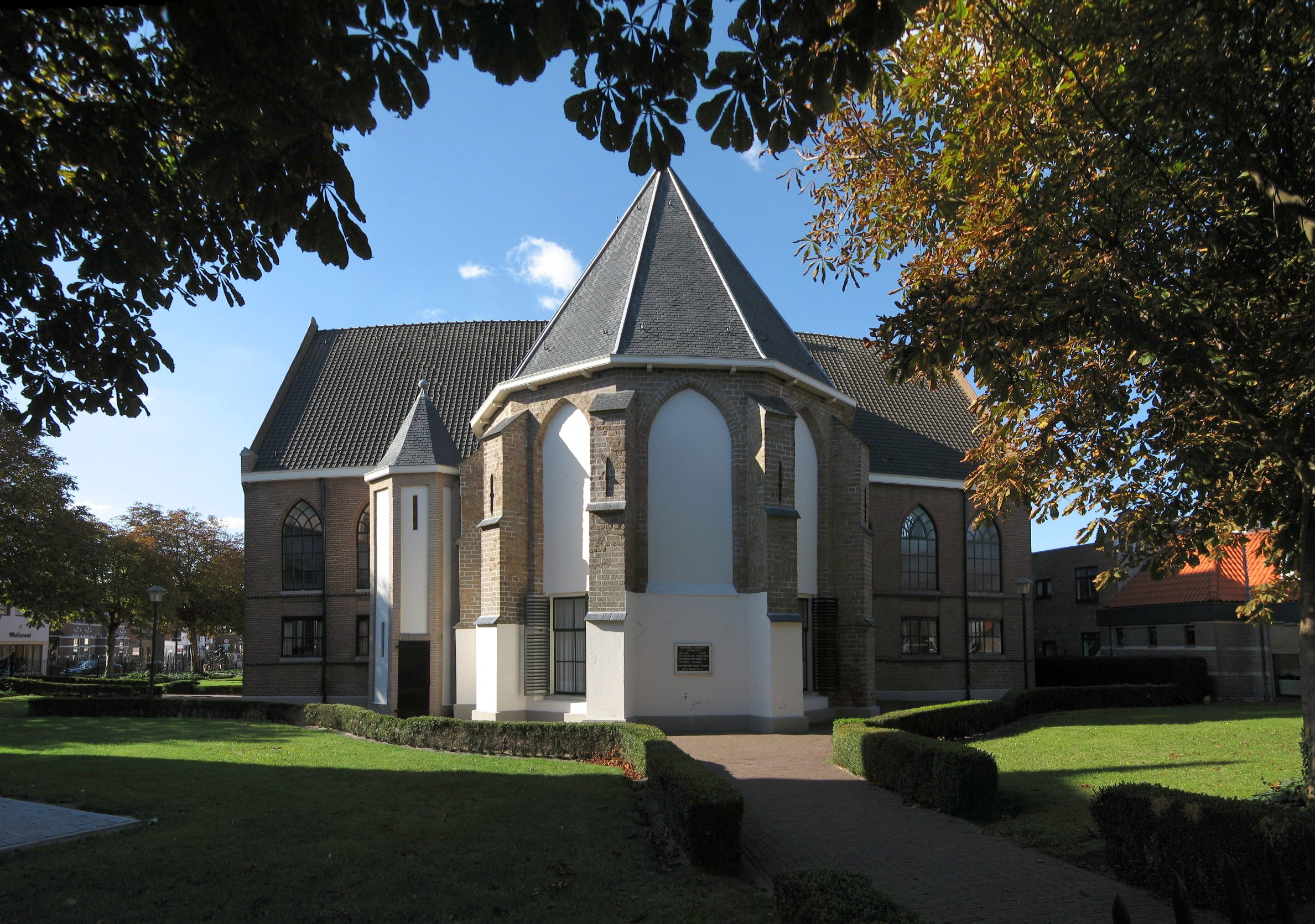
De dorpskerk van Ouddorp

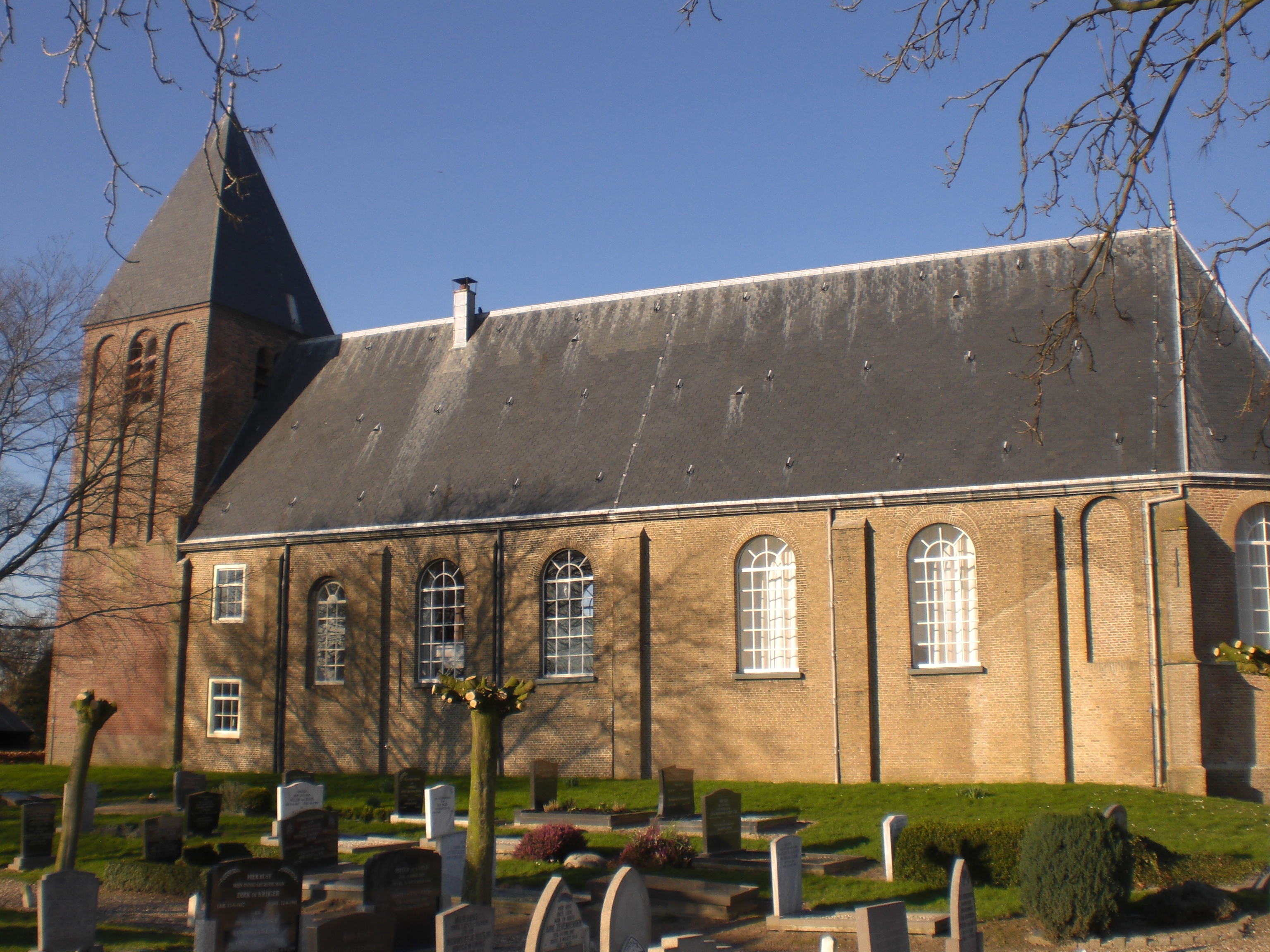
Het kerkje van Sint Anthoniepolder

Nicolaas Russius of Nicolaus Rushius, soms ook wel Nicolaum Russchium (overleden in 1627), was een van oorsprong Engelse predikant in de Nederduitse Gereformeerde Kerk.

## Biografie
Russius was een Engels predikant, die uitweek naar Nederland. Over zijn Engelse periode is weinig bekend. Omstreeks 1619 kwam hij in Amsterdam aan, waar hij zijn diensten als predikant aanbood. Zijn Engelse tongval was de reden dat verschillende gemeenten hem niet wilden beroepen. Wel kreeg hij een aanstelling als hulppredikant in Dordrecht. Op 20 oktober 1620 kwam er een beroep uit Ouddorp op het eiland Westvoorn vacant sinds het vertrek van Cornelis Damman. De gemeente had een attestatie opgevraagd bij de Engelse gemeente te Amsterdam, nopende syne geleertheyt ende godsalicheyt. Er kwam een positief antwoord en Russius kwam over naar Ouddorp. Dit was het begin van een conflict tussen Russius en de plaatselijke gemeente met haar classis. Dit lag deels aan zijn karakter, maar ook deels aan zijn puriteinse achtergrond. Russius werd bevestigd door ds. Gosuinum Buytendijck uit Dirksland.

## Kerkelijk conflict
Russius had een hekel aan formuliergebeden en preekte geheel anders dan men in deze gemeente gewend was, namelijk vanuit een Puriteinse achtergrond. De Nederlandse Gereformeerde Kerk stond niet open voor het puritanisme. Verschillende predikanten hielden het puritanisme voor sektarische nieuwlichterij. Bovendien speelde het driftige karakter van Russius ook mee. Reeds in de klassikale vergadering van 20 april 1621 klaagde de kerkenraad over zijn predikant. Vooral omdat hij een vreemdeling was en vrouw en kinderen had, was de classis ten aanzien van hem bewogen met medelyden. Ze vermaanden niet alleen hem, maar ook de kerkenraad. Op 23 juni 1621 verscheen Russius zelf voor de classis in Brielle. Men vroeg of hij een Puritein was. Russius gaf dat toe en zei dat er ook geen betere christenen bestonden dan de puriteinen. De classis nam genoegen met de door hem gegeven omschrijving. Men probeerde vergeefs hem over te plaatsen naar Monster. In augustus 1621 werd Russius beschuldigd van het mishandelen van zijn dienstmeid. Russius ontkende. Hij verklaarde dat hij, toen hij een diefachtige, rebellige dienstmaecht met slagen strafte, christelijck ende conscientieuselijck gehandeld had. 
De irritaties tussen predikant en gemeente liepen steeds hoger op. Russius werd tijdens een preek opgeschrikt door het krachtige geeuwen van een vermoeide of misschien ook verveelde vrouw. Russius voer tegen haar uit: so daer een koe sate daer ghij sitt, sij soude haer christelicker dragen! Al sprekend klapte hij zijn boek dicht en verliet hij dadelijk het gebouw ten aanschouwen van de verbaasde kerkgangers. De ouderlingen wezen Russius op het onbehoorlijke van zijn gedrag, maar zijn toorn was nog niet bedaard. Ge hebt zeker de vrouw zelf hiertoe gehuurd was zijn antwoord. Te Ouddorp kwam een plaatselijke gemeente van de mennonieten bijeen in een schuilkerk. De weerstand tegen zijn prediking was er de oorzaak van, dat verschillende kerkgangers vertrokken naar de doopsgezinde gemeente. Russius stond zelf een harde opstelling richting de doopsgezinden voor: men behoorde tegen de mennonieten niet te disputeren met monde of geschrifte, maar met galgen en stroppen.
Op 26 april 1622 kwam de classis in een buitengewone vergadering bijeen. Hierbij waren vertegenwoordigers van de synode aanwezig. Men verklaarde over Russius het volgende: Dat hy syne predicatiën niet aen en stelt na de gemeene wyse van predicken, hier te lande gebruyckelijck, sulcx dat de toehoorders geenen troost, leeringen noch vermaningen daeruyt connen scheppen, ende de lieden ten meesten deel uyt de kercke blyven tot grooten afbreuck, ja ruine derselver, niettegenstaende den voors. kerckenraedt op het aenmaenen der Gedeputeerden des Classis haer debvoir hebben gedaen mette luyden te vermaenen, dat se doch de kercke niet en souden verlaten. De classis vermaande Russius: zijn preken dienden niet tot stichtinge van soodanigen eenvoudigen gemeente. 
De gemeente kwam massaal niet meer opdagen bij kerkdiensten van Russius. Op 27 juli 1622 zaten er drie mensen in de kerk. De classis zag dat het niet langer kon zo en schorste Russius in september 1622. Dankzij contacten met de Engelse gemeente in Brielle verzocht hij deze gemeente of hij bij hen predikant kon worden. Ook de Engelse gemeente stond hiervoor open. Echter, de classis wilde hem kwijt en weigerde dit. Op 12 februari 1623 vond de indiensttreding van Russius te Sint Anthoniepolder in de Hoeksche Waard plaats. Tot zijn dood in 1627 stond hij in deze gemeente.